# 貴方をひとりじめ
「貴方をひとりじめ」（あなたをひとりじめ）は、1970年11月5日に発売された和田アキ子の6枚目のシングル。

## 解説
- オリコンチャートで最高位30位。NHK紅白歌合戦では歌われた事はない。しかし、RCAレーベルから発売された「藤圭子・クールファイブ・野村真樹・和田アキ子ベスト・ヒット集」（1971年発売）に収録された[1]。

- B面の「世の中さかさま」は、和田の初主演ドラマで、曲と同名の『世の中さかさま』（関西テレビ制作・フジテレビ系列。1970年7月7日～9月27日放送）の主題歌である。

## 収録曲
（全編曲：馬飼野俊一）
1. 貴方をひとりじめ [2:47]
作詞：阿久悠／作曲：羽根田武邦
2. 世の中さかさま [2:24]
作詞：海野洋司／作曲：田中正史